# NGC 6192
NGC 6192 ist ein offener Sternhaufen im Sternbild Skorpion. NGC 6192 hat eine Helligkeit von 8,5 mag und eine Winkelausdehnung von 9×9 Bogenminuten. Das Objekt wurde am 13. Mai 1826 von James Dunlop entdeckt.